# Angelika Günzel
Angelika Noa Günzel (* 1973) ist eine deutsche Rechtswissenschaftlerin. Sie war von 2021 bis 2023 Leiterin des Militärrabbinates der Bundeswehr.

## Leben

### Ausbildung
Günzel studierte von 1993 bis 1999 Rechtswissenschaften an der Universität Trier. Sie legte das erste juristische Staatsexamen 2000 in Rheinland-Pfalz ab und war von 2000 bis 2003 wissenschaftliche Mitarbeiterin am Institut für Rechtspolitik an der Universität Trier. Danach arbeitete sie von 2001 bis 2004 an ihrer Promotion über „Grundstrukturen des Verhältnisses von Staat und Religion in Israel unter besonderer Berücksichtigung der Rechtsstellung der Religionsgemeinschaften“. Das Referendariat machte sie von 2003 bis 2006 am Oberlandesgericht Köln mit einer Wahlstation am Obersten Gerichtshof in Israel bei Präsident Aharon Barak. Das zweite juristische Staatsexamen legte sie 2006 ab.

### Werdegang
Angelika Günzel arbeitete von 2006 bis 2007 zunächst als Vorstandsreferentin bei der Alexander-von-Humboldt-Stiftung in Bonn. Im Anschluss war sie wissenschaftliche Mitarbeiterin und Habilitandin am Lehrstuhl für Öffentliches Recht, Kirchenrecht, Staatsphilosophie und Verfassungsgeschichte von Professor Gerhard Robbers an der Universität Trier. Parallel betätigte sie sich von 2010 bis 2013 als Schriftleiterin der Zeitschrift Archiv des öffentlichen Rechts und 2011 als Gastdozentin an der School of Law der University of Westminster in London.
Sie war von 2014 bis 2021 Professorin für Staatsrecht und Politik an der Hochschule des Bundes für öffentliche Verwaltung in Brühl. Gleichzeitig war sie von 2014 bis 2017 Mitglied im Beirat des Ernst Ludwig Ehrlich Studienwerkes sowie von 2016 bis 2018 Mitglied im Wissenschaftlichen Beirat der Hochschule für Jüdische Studien in Heidelberg und von 2018 bis 2020 wissenschaftliche Mitarbeiterin am Bundesverfassungsgericht in Karlsruhe.
Vom 28. Juni 2021 bis zum 31. Oktober 2023 war sie die Leiterin des Militärrabbinates in Berlin und wechselte danach ins Bundesamt für das Personalmanagement der Bundeswehr.
Günzel ist Gründungsmitglied der Experteninitiative Religionspolitik.